# Blyholdig benzin
Blyholdig benzin indeholder den stærkt giftige forbindelse tetraetylbly (eng: Tetra-Ethyl-Lead, TEL). Forbindelsen kan forårsage blyforgiftning ved hudkontakt og har været skyld i adskillige dødsfald på raffinaderier, hvor stoffet tilsættes.
Det blev tilsat for at hæve oktantallet i benzinen, hvorved tendensen til at luft/benzin-blandingen i cylinderen i en benzinmotor 'banker' (detonerer) nedsættes.
En stor ulempe ved blyholdigheden er, at man ikke kan bruge katalysator i udstødningen. Blyet/blyoxidet som forlader cylinderen i benzinmotoren 'forgifter' katalysatoren – dens virkning ophører meget hurtigt.
Kommer man derfor til at hælde blyholdig benzin i tanken på en bil med katalysator, skal tanken suges tom. Har man først kørt nogle kilometer på blyholdig benzin, skal katalysatoren sandsynligvis udskiftes.
Blyholdig benzin i Danmark forsvandt fuldstændig i 1994, og blev erstattet af tilsætningsstoffet MTBE, som blev gradvist udfaset efter den 1. maj 2001. I dag er brugen af blyholdig benzin stort set ophørt i den vestlige verden, men fortsætter i ulande, hvor befolkningen næsten er totalt uvidende om skadevirkningerne. Grunden hertil angives at være den relativt dyre ombygning af raffinaderier, så de kan krakke råolien til forbindelser med højere oktantal.